# Castanet-Tolosan
 Castanet-Tolosan  es una población y comuna francesa, en la región de Mediodía-Pirineos, departamento de Alto Garona, en el distrito de Toulouse y cantón de Castanet-Tolosan.
Sus habitantes son llamados Castanéens.

## Demografía
| 1544 | 1847 | 2996 | 4668 | 7697 | 10 250 |
| Para los censos de 1962 a 1999 la población legal corresponde a la población sin duplicidades (Fuente: INSEE [Consultar]) |      |      |      |      |        |